# District de Jinming
Le district de Jinming (金明区 ; pinyin : Jīnmíng Qū) est une subdivision administrative de la province du Henan en Chine. Il est placé sous la juridiction de la ville-préfecture de Kaifeng.